# Brüntrup
Brüntrup is een plaats in de Duitse gemeente Blomberg, deelstaat Noordrijn-Westfalen, en telde 582 inwoners (2000). Nadien is het aantal inwoners tot beneden 500 gedaald.
Brüntrup is steeds een voor de streek typisch boerendorpje gebleven, waar vooral akkerbouw (suikerbieten, granen) wordt bedreven. Het ligt 8 km ten westen van de hoofdplaats van de gemeente, Blomberg-stad, in een heuvelachtig landschap. Brüntrup is 1 x per uur of per twee uur per streekbus bereikbaar vanuit Blomberg.

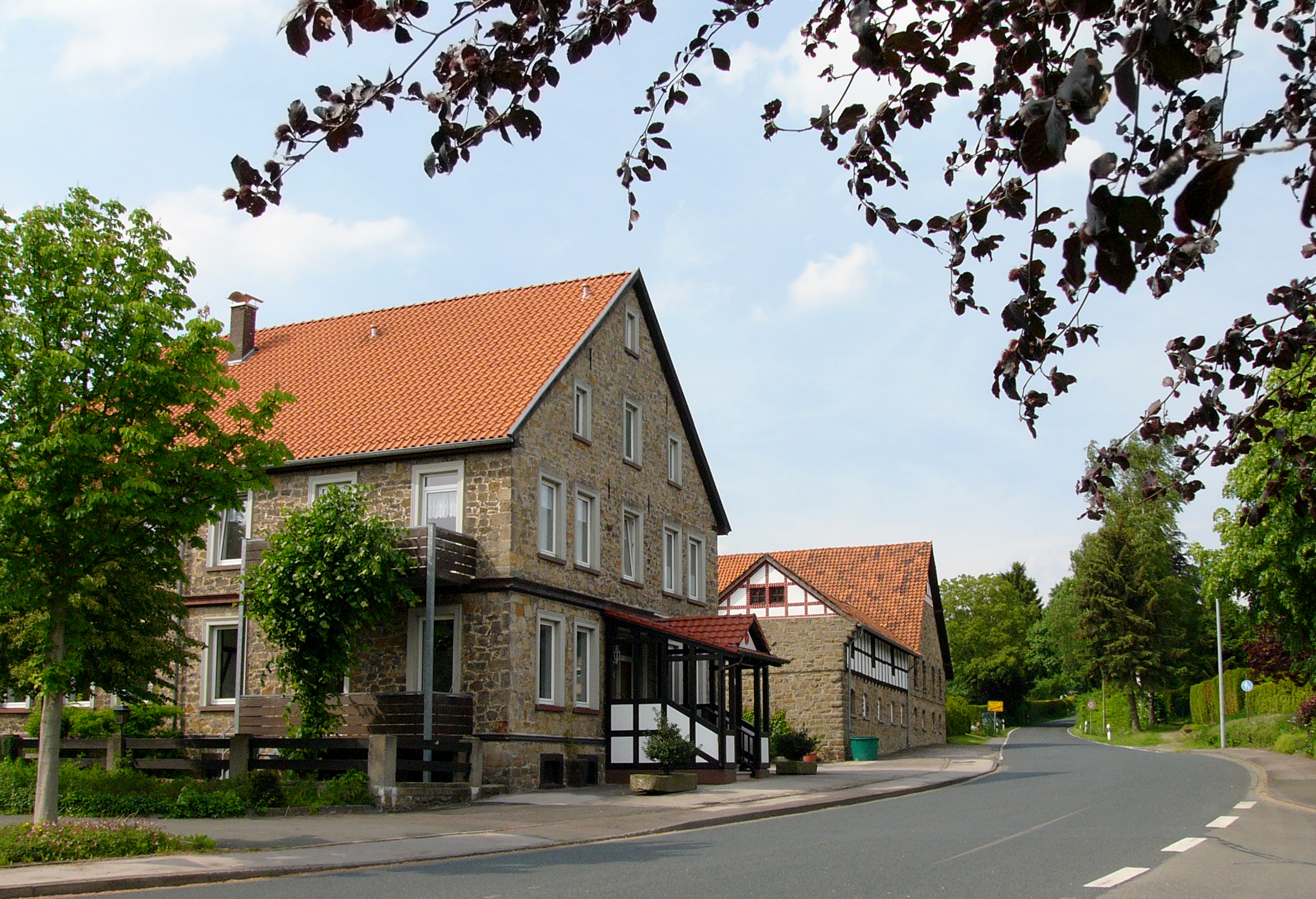
Centrum van Brüntrup